# Haïm Arlozoroff

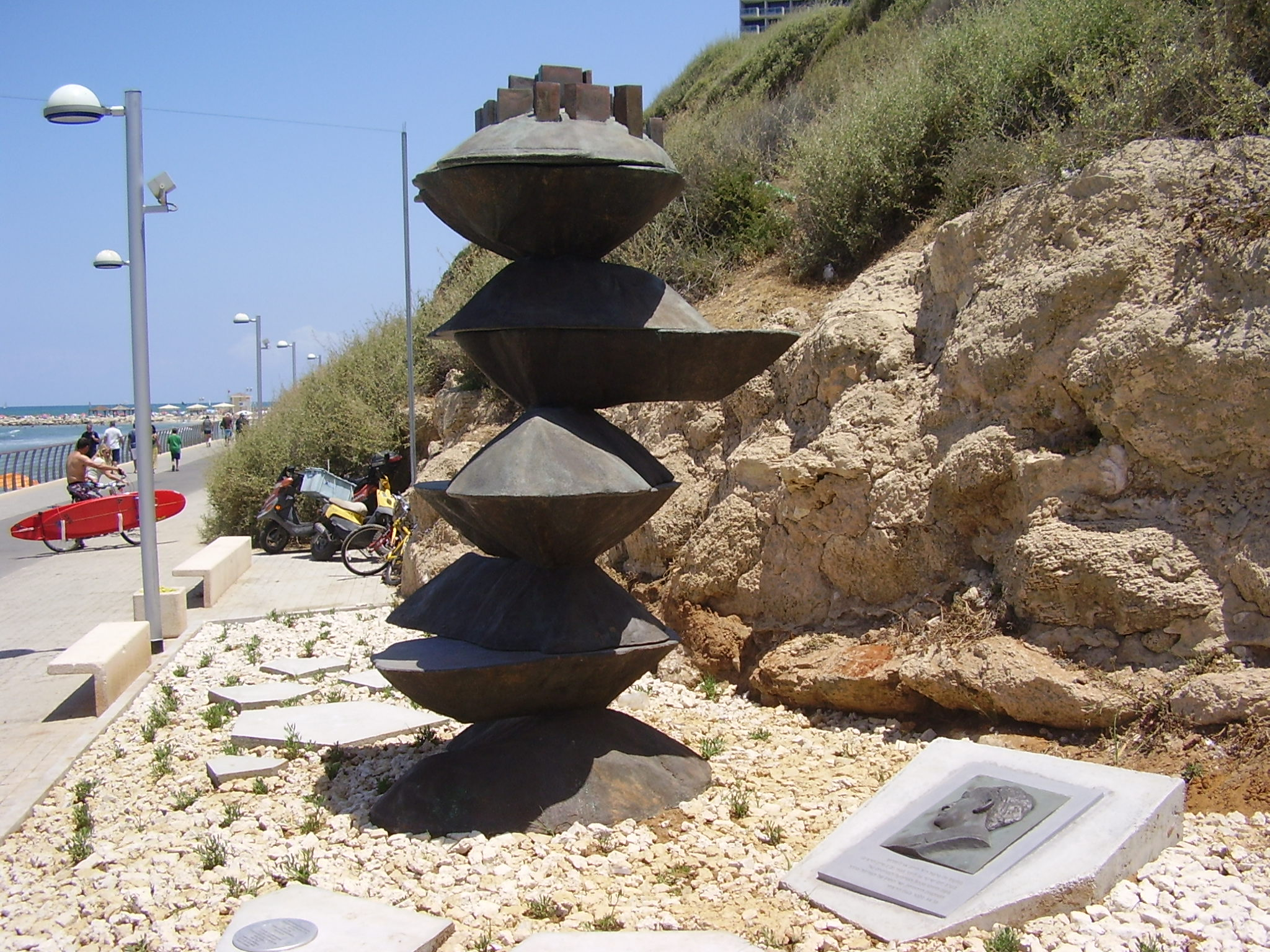
Monument à la mémoire d'Arlozoroff sur la plage de Tel-Aviv.

Vitaly Viktor Haïm Arlozoroff (en hébreu : חיים ארלוזורוב parfois orthographié Chaim Arlosoroff ou Arlozorov), né le 23 février 1899 à Romny dans l'Empire russe et mort le 16 juin 1933 à Tel Aviv en Palestine mandataire, est un représentant du Mouvement des travailleurs, poète et homme politique, membre directeur de l'Agence juive et responsable des relations politiques.
 Sioniste convaincu, il défendit l'idée d'un État d'Israël et du retour des juifs en Terre d'Israël. Son assassinat sur une plage de Tel-Aviv le 16 juin 1933 donna lieu à l'époque à un procès retentissant, conclu par la relaxe des accusés faute de preuves.

## Biographie
Vitaly Viktor Haïm Arlozoroff naît à Romny, en Ukraine (Empire russe), en 1899. Fuyant les pogroms, sa famille quitte l'Ukraine en 1905, et s'établit à Berlin. Éduqué en Allemagne, il y fait la connaissance d'une amie de sa sœur Lisa : la future Magda Goebbels (née Friedlander). Il aura avec elle une forte liaison amoureuse, sans doute la première de leurs deux vies, et renouera avec elle plus tard[réf. nécessaire], alors qu'elle éprouve des difficultés conjugales dans son premier mariage.
Cette thèse est très controversée et n'est étayée, à ce jour, d'aucune preuve[réf. nécessaire] ; la seule certitude est que sa sœur et Magda se sont côtoyées pendant la Première Guerre mondiale.
Haïm Arlozoroff émigre en Palestine en 1921. Activiste au sein du Mouvement des travailleurs, Arlozoroff représente le Mapaï lors de nombreuses conférences internationales et congrès sionistes. De fait, assez modéré dans sa conception d'approche politique d'avec le gouvernement mandataire britannique, dans sa façon de gérer la question arabe et dans la manière dont il met en pratique le projet sioniste, il n'en émet pas moins l'idée d'une révolte juive en vue de s'emparer, par la force, de terrains destinés au futur État juif. 
À propos des Arabes de la région, il dit : « Il n’est pas vrai que tout ce qui est mauvais pour les Arabes est bon pour les Juifs et il n'est pas vrai que tout ce qui est bon pour les Arabes est mauvais pour les Juifs ».
Haïm Arlozoroff est assassiné alors qu'il se promène avec sa femme Sima sur une plage de Tel Aviv, le 16 juin 1933. Des trois suspects arrêtés, proches du Parti révisionniste, seul Abraham Stavsky (en) fut condamné en première instance mais finalement acquitté pour manque de preuves par la Cour suprême. Plusieurs hypothèses sont avancées, dont celle d'une agression sexuelle contre sa femme Sima par deux jeunes Arabes, d'un partisan des révisionnistes, en mésentente avec les sociaux-démocrates, d'un assassinat par ou sur ordre de Joseph Goebbels ou celle de la filière soviétique, hypothèse soutenue par Shmouel Dothan. En 1977, Menahem Begin devient Premier ministre. Héritier du Parti révisionniste, il diligente une commission d'enquête qui écarte formellement la culpabilité de Abraham Stavsky (en), sans identifier le ou les réels coupable(s).
Le kibboutz Givat-Haïm, le moshav Kfar-Haïm et la banlieue de Haïfa Qiryat-Haïm rappellent son souvenir.

## «Accords de transfert» passés avec le régime nazi
Haïm Arlozoroff avait conclu avec l'Allemagne nazie un accord qui prévoyait l'envoi systématique des Juifs en Palestine : l'accord Haavara. Un Office palestinien s'ouvrit à Berlin pour s'occuper, avec la participation directe de Levi Eshkol, futur Premier ministre d'Israël, du « triage » des réfugiés. Avec l'approbation des autorités nazies, on installa près de Berlin et d'autres villes importantes d'Allemagne, des « camps de rééducation spéciaux » où les jeunes Juifs étaient préparés au travail dans les kibboutz. Cette activité était suivie de près par les nazis, et en particulier par le chef du service juif 11.112 du quartier général des services de renseignement Leopold Von Mildenstein, qui « favorisait de toutes les manières l'activité des organisations sionistes ».